# Banda marcial

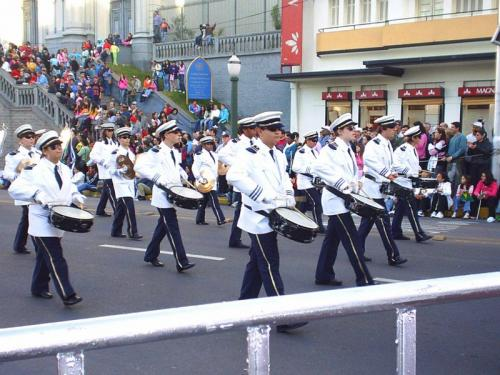
Banda Marcial da Escola Santa Catarina-RS

Uma banda marcial é um grupo de músicos instrumentais que geralmente apresentam-se ao ar livre e  incorporam movimentos corporais — geralmente algum tipo de marcha — à sua apresentação musical. Esses grupos geralmente utilizam duas classes de instrumentos musicais: os metais e a percussão. Sua música geralmente tem um ritmo forte, adequado à marcha.
Além dos desfiles tradicionais, muitas bandas também apresentam field shows (do inglês, "apresentação em campo") em eventos especiais (como jogos de futebol americano) ou em competições de bandas marciais. As bandas marciais são geralmente categorizadas de acordo com a função e o estilo de field show que apresentam. Crescentemente as bandas marciais têm se apresentado em ambientes cobertos, com novos tipos de música e performances, aplicando-se então a não apenas bandas de marcha mas bandas de show.
Atualmente o número de bandas marciais é crescente e as apresentações desses tipos de banda ocorrem cada vez mais sendo muito comuns os festivais e encontros de banda e apresentações em estádios esportivos principalmente nos Estados Unidos e no Reino Unido.
No Brasil, existem várias bandas divididas em várias categorias, algumas delas são: Banda Show, que um tipo de marcial que trabalha com um tema e movimentações em suas apresentações; Marcial Tradicional, que são as bandas que fazem suas apresentações sem movimentação. A banda marcial mais famosa do Brasil é a Banda Marcial do Corpo de Fuzileiros Navais que tem sua sede na Ilha Fiscal, Praça Mauá, no Rio de Janeiro. É uma das bandas mais importantes do mundo, que faz apresentações por todo Brasil e no Exterior.

## Tipos de apresentações

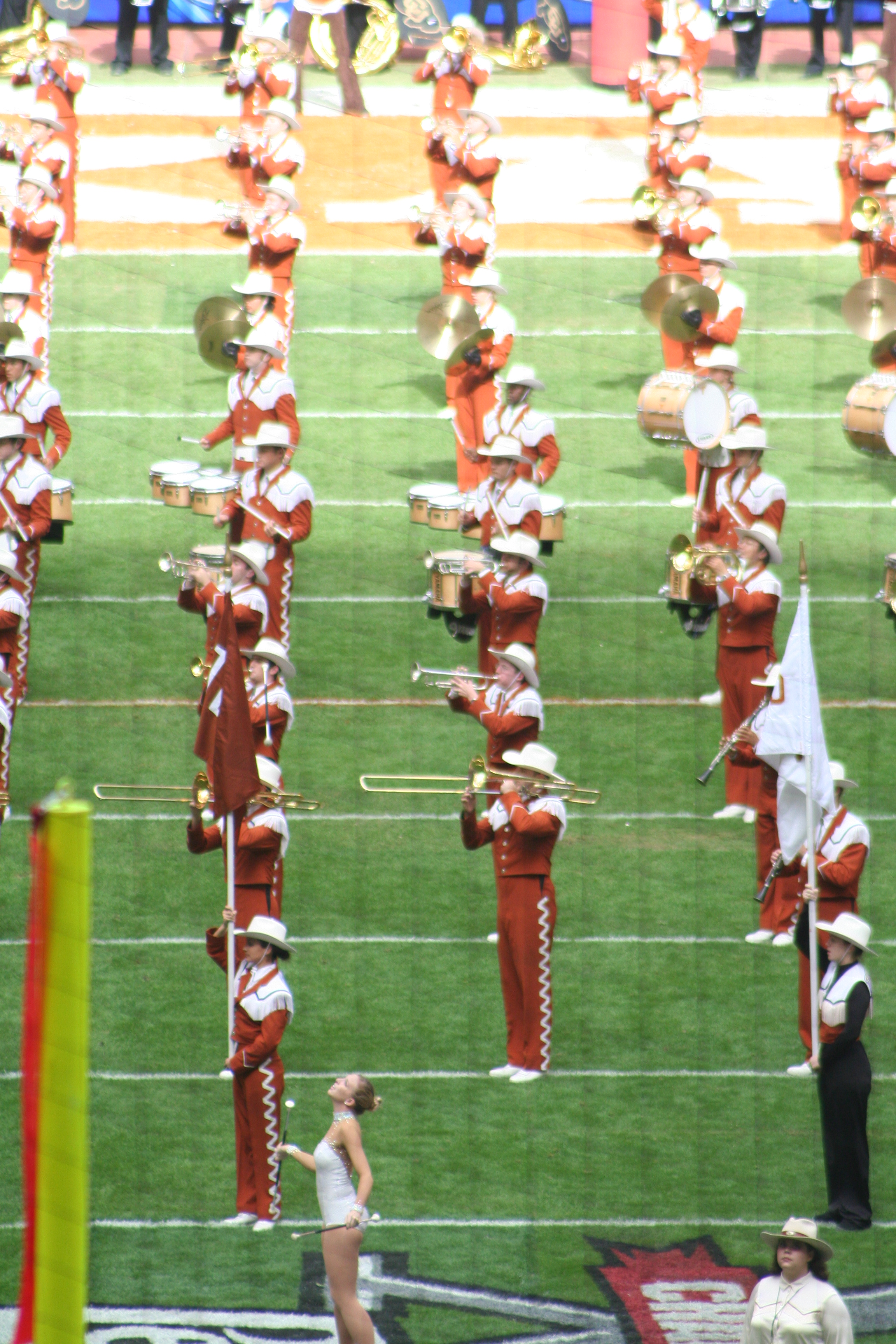
Banda marcial da Universidade do Texas

- Marcha — desfiles, paradas militares, festas municipais, competições e festivais de banda.
- Espaços abertos — em estádios e eventos públicos ao ar livre. Nos Estados Unidos é muito comum em jogos de futebol e basquete as bandas dos times ou universidades se apresentarem antes do jogo.
- Espaços fechados — inaugurações, festas, aberturas de show e solenidades.

No Brasil esse movimento é comum em quase todas as regiões, em especial no mês de setembro. Praticamente em todas as cidades no dia 7 de setembro há desfile das bandas marciais de cada colégio. Nas semanas seguintes, também, é comum haver campeonatos entre as bandas de uma mesma cidade e/ou entre cidade vizinhas, esses campeonatos são um sucesso por onde passam, sendo a cada ano um recorde de público.
Muitas vezes há bandas que tocam na abertura de jogos do Campeonato Brasileiro de Futebol, por exemplo, mas este movimento ainda é pequeno, na maior parte das vezes é a banda da Policia Militar que faz a execução do Hino Nacional.

## Instrumentos
Os instrumentos geralmente divididos entre a musical e a percussão.
- Metais: corneta, trompete, trombone, bombardino, tuba, trompa, sousafone, barítono, cornetão e trombonito.
- Instrumentos adicionais: música sopro facultativos: flauta instrumento de embocadura livre, pífaro, flugelhorn, pícolo, saxofone e melofone.
- Percussão: bumbo, caixa, tarol, prato e surdo ou bombo leguero, quadritom, quintotom, bateria, meia-lua,lira, Xilofone, Metalofone, entre outros.